# Bernard Germain de Lacépède
Bernard Germain de Lacépède (nome completo Bernard Germain Étienne de Laville-sur-Illon, conte di Lacépède) (Agen, 26 dicembre 1756 – Épinay-sur-Seine, 6 ottobre 1825) è stato uno zoologo e politico francese.

## Biografia
Lacépède comincia la sua carriera politica come deputato di Parigi all'Assemblea nazionale lagislativa durante la Rivoluzione francese (1791-1792). Ne sarà il vicepresidente il 17 novembre 1791, poi il presidente dal 28 novembre al 9 dicembre 1791. 
Sfuggito al Terrore, ritorna a Parigi dopo la caduta di Robespierre il 9 termidoro dell'anno II.
Dopo il 18 brumaio è designato come membro del Senato conservatore a partire dalla sua creazione, il 29 dicembre 1799, e l'indomani ne sarà nominato segretario.
Il 14 agosto 1803 diventa il primo Gran Cancelliere dell'Ordine della Legion d'Onore, carica che perderà il 6 aprile 1814, dopo la Restaurazione.
In seguito sarà a due riprese Presidente del Senato conservatore, dal 1º luglio 1807 al 1º luglio 1808 e dal 1º luglio 1811 al 1º luglio 1813.
Membro del Senato di Parigi, creato Pari di Francia una prima volta nel 1814, una seconda volta durante i Cento giorni, una terza volta nel 1819.
Massone, fu membro eminente del Grande Oriente di Francia.

## Opere
(elenco parziale)

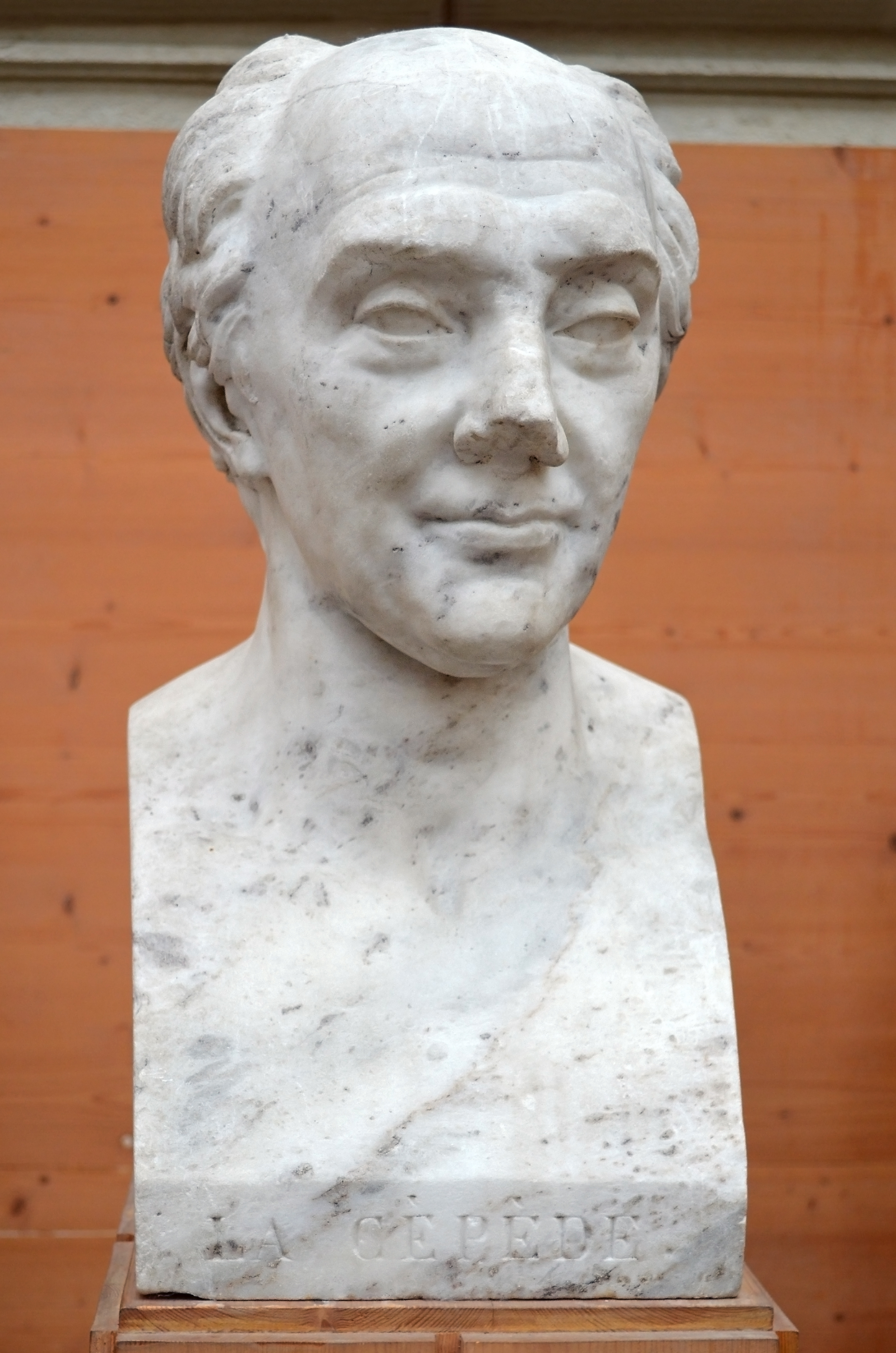
Bernard-Germain de Lacépède, David d'Angers (1824).

- Essai sur l'électricité naturelle et artificielle (1781).
- Physique générale et particulière (1782-1784).
- Théorie des comètes, pour servir au système de l'électricité universelle (1784).
- La poétique de la musique (1785).
- Histoire naturelle des quadrupèdes ovipares et des serpens (1788-1789).
- Vues sur l'enseignement public (1790).
- Histoire naturelle des poissons (1797-1798).
- Tableau des divisions, sous-divisions, ordres et genres des mammifères (1798).
- La Ménagerie du Muséum national d'histoire naturelle (1801).
- Histoire naturelle des cétacées (1809).
- Ellival et Caroline (1816).
- Charles d'Ellival et Alphonsine de Florentino (1817).
- Vue générale des progrès de plusieurs branches des sciences naturelles, depuis la mort de Buffon... (1818)
- Histoire générale, physique et civile de l'Europe, depuis les dernières années du V siècle jusque vers le milieu du XVIII (1826).
- Histoire naturelle de l'homme, précédée de son éloge historique par M. le Baron G. Cuvier (1827).

| Lacépède è l'abbreviazione standard utilizzata per le specie animali descritte da Bernard Germain de Lacépède. Categoria:Taxa classificati da Bernard Germain de Lacépède |

## Araldica
|  |

|  |